# Коэффициент оборачиваемости запасов
Коэффициент оборачиваемости запасов (англ. Inventory Turnover Ratio, IT, Turnover of a Stocks, Inventory Turnover, Inventory Utilization Ratio, inventory turns, merchandise turnover, stockturn, stock turns, turns, and stock turnover) — финансовый показатель, характеризующий отношение себестоимости продукции, реализованной за отчетный период, к средней величине запасов в этом периоде. Этот коэффициент показывает, сколько раз в среднем реализуются запасы предприятия за установленный промежуток времени. Стандартно коэффициент рассчитывается для периода в 1 год. Эффективность использования запасов прямо пропорционально их обороту.

## Расчёт
Коэффициент оборачиваемости запасов относится к коэффициентам оборачиваемости активов и характеризует степень интенсивности, с которой предприятие использует свои запасы. Выражается в разах. Рассчитывается следующим образом:
Коэффициент оборачиваемости запасов = Чистая выручка/Средний объём запасов в отпускных ценах
или
Коэффициент оборачиваемости запасов = Себестоимость реализованной продукции/Средняя стоимость товарно-материальных запасов.
При этом, средний объём запасов рассчитывается как:
Средний объём запасов = Объём запасов на начало периода + Объём запасов на конец периода/2
или просто:
Средний объём запасов = Объём запасов на конец периода.
Данные за несколько периодов, среднее значение месячных средних, обеспечивают еще более точную картину оборачиваемости запасов. Расчет среднего значения месячных средних также обеспечивает учет сезонных колебаний:
Средний объём запасов = Объём запасов на конец периода + Конец месяца1 + Конец месяца2 + ... + Конец месяца12/13
Средняя длительность выбытия товарно-материальных запасов в днях рассчитывается как:
Средняя длительность выбытия запасов = 365 дней/Коэффициент оборачиваемости запасов.

## Значение для предприятия
Оборачиваемость запасов имеет особое значение в производственных и торговых компаниях с интенсивным управлением запасами. 
Низкий уровень оборачиваемости запасов может указывать на затоваривание, моральное устаревание или недостатки в линейке продуктов или маркетинговых усилиях. Однако в некоторых случаях, низкое значение оборачиваемости может быть экономически обоснованным, например, в ожидании быстрого роста цен или ожидаемого дефицита на рынке. Вместе с тем, при низкой и/или медленной оборачиваемости запасов определенного подразделения растут и их затраты на складирование. Напротив, высокая скорость оборота может указывать на недостаточный уровень запасов, что может привести к убыткам в бизнесе из-за их нехватки. Кроме того, товар, запасы которого продаются (оборачиваются) один раз в год, имеет более высокую стоимость хранения, чем товар, запасы которого за это время оборачиваются дважды, трижды или более. Оборачиваемость запасов также указывает на активность хозяйственной деятельности (торговых операций) компании.
Чем выше скорость оборачиваемости запасов, тем ниже затраты капитала, и наоборот. Капитал, находящийся на складе, недоступен для других целей (инвестирование, обслуживание долга) и может быть высвобожден только за счет увеличения оборачиваемости запасов. Таким образом, скорость оборачиваемости запасов также влияет на ликвидность компании. Высокий уровень оборачиваемости запасов также повышает рентабельность и, следовательно, прибыль, пока выручка от продаж товаров остается постоянным. Чем выше определенные виды затрат, тем выше должна быть скорость оборачиваемости запасов для компенсации роста указанных затрат. То есть, увеличение оборачиваемости запасов позволяет снизить складские расходы, что позволяет компании экономить средства на аренду, коммунальные услуги, страховку, на защиту от кражи и другие затраты на поддержание товарно-материальных запасов. К примеру, сетевые магазины с их высокими затратами на содержание помещений (арендные расходы в наилучшей местности) зависят от высокой оборачиваемости запасов для того, чтобы компенсировать неблагоприятный эффект затрат. Кроме того, высокая оборачиваемость запасов также сокращает длительность хранения и срок пребывания товаров на складе, что, в свою очередь, повышает способность компании быстро реагировать на изменения в требованиях клиентов, позволяя заменять устаревшие товары, а также снижает риски порчи, повреждения, усадки, морального или технологического износа запасов. Это особенно важно, к примеру, в индустрии моды.
Для торговых компаний показатель оборачиваемости запасов также является ориентиром для ценовых расчетов. Чем выше оборачиваемость запасов, тем ниже возможно установление торговой наценки с целью достижения постоянной валовой прибыли по отдельным товарам, отдельным позициям ассортимента или всему ассортименту.
Оборачиваемость запасов можно улучшить, переключившись на своевременную доставку, сократив цикл выполнения заказа у поставщиков, внедрив заказ товара с доставкой по почте или последовательную ассортиментную политику со списками «лучших и худших продавцов» с приоритизацией быстро продающихся товаров и исключением неходовых товаров. Следовательно, скорость оборачиваемости запасов также может привести к упорядочению ассортимента продукции. 
Следует отметить, что скорость оборачиваемости запасов различных компаний сильно зависит от области их деятельности. К примеру, нецелесообразно сравнение супермаркета и агента по продаже автомобилей, поскольку супермаркет продает быстро продающиеся товары, такие как сладости, шоколадные изделия, прохладительные напитки и следовательно будет иметь намного высокую скорость оборачиваемости запасов. В свою очередь, скорость оборачиваемости запасов у агента по продаже автомобилей намного ниже, поскольку он продает товар невысокого спроса. Следовательно, целесообразны только межотраслевые сравнения. Так, в то время как дискаунтеры могут достичь годовой оборачиваемости запасов в 40 раз, то предприятия розничной торговли мебелью — около 3, а ювелиры — оборачиваемость запасов менее 1 раза. При коэффициенте оборачиваемости запасов в 40 дискаунтеры заменяют/оборачивают ассортимент своей продукции 40 раз в год, то есть более трех раз в месяц. Тем не менее, даже внутри одной отрасли оборачиваемость запасов может варьироваться между фирмами по разным причинам, таким как разнообразие ассортимента, степень предлагаемых ценовых скидок и структура цепочки поставок.
Устойчивое улучшение этого показателя также может оказать позитивное влияние на рейтинг компании.